# Matara (Sri Lanka)
Matara (syng. මාතර, tamil. மாத்தறை) – miasto portowe w południowej części Sri Lanki, nad Oceanem Indyjskim. Położone jest 160 km na południowy wschód od stolicy kraju, Kolombo. Jest siedzibą dystryktu Matara w Prowincji Południowej. Matara jest ostatnim przystankiem na południowej linii kolejowej. W 2005 miasto to zamieszkiwało 43 225 osób.

## Zabytki oraz interesujące miejsca
- Fort Matara wzniesiony przez Holendrów;
- Fort Gwiażdzisty (Star Fort) wzniesiony w 1763;
- plaża Polhena, znana z rafy i dobrych warunków do surfowania.